# Contea di Ma'Oputasi
La contea di Ma'Oputasi, in inglese Ma'Oputasi county, è una delle quattordici suddivisioni amministrative di secondo livello, delle Samoa Americane. L'ente fa parte del Distretto orientale, ha una superficie di 19,24 km² e 11.695 abitanti.

## Geografia fisica
Ma'Oputasi comprende la zona centrale dell'isola Tutuila che circonda la  Pago Pago harbor.

### Riserve naturali
- Parco nazionale delle Samoa americane
- Pago Pago harbor special management area
- Matafao peak national natural landmark
- Rainmaker mountain national natural landmark

### Contee confinanti
- Contea di Ituau (Distretto orientale) -  ovest
- Contea di Vaifanua (Distretto orientale) -  nord-est
- Contea di Sua (Distretto orientale) -  est

### Principali strade
- American Samoa Highway 001, principale collegamento stradale dell'isola Tutuila. Collega Leone a Faga'itua.
- American Samoa Highway 005, collega Fagasa a Pago Pago.
- American Samoa Highway 006, collega Aua a Vatia.

## Villaggi
La contea comprende 9 villaggi:
- Anua
- Atu'u
- Aua
- Faga'alu
- Fagatogo
- Fatumafuti
- Leloaloa
- Pago Pago
- Utulei